# Lough Corrib
Pour les articles homonymes, voir Corrib.

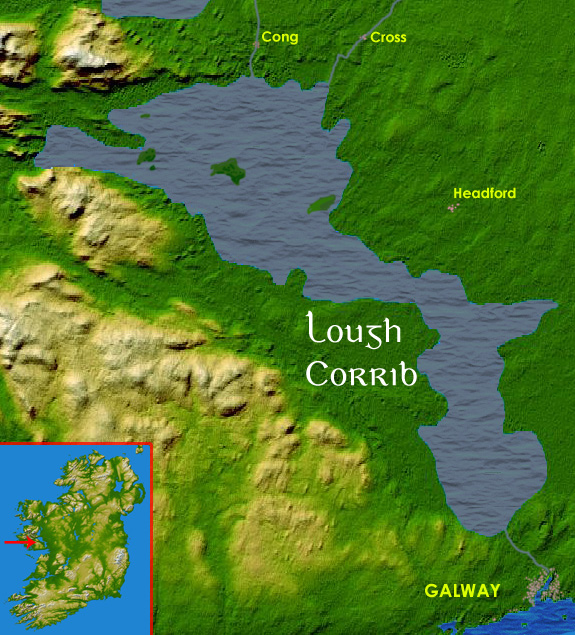
Carte du Lough Corrib.

Le Lough Corrib ((ga) Loch Coirib) est un lac situé dans le comté de Galway à l'est du Connemara, dans l'ouest de l'Irlande. 

## Géographie
Le lac est relié à la mer par la rivière Corrib, qui traverse la ville de Galway. Il est le deuxième plus grand loch d'Irlande (après le Lough Neagh) et le plus grand de la république d'Irlande. Sa superficie est d'environ 176 km2. Il s'étend du nord au sud sur une longueur de 44 kilomètres et atteint 16 km dans sa plus grande largeur. 
Il reçoit les eaux de la Clare et se jette dans l'océan Atlantique par son émissaire le Corrib. Il est parsemé de 1 327 îles et récifs, dont les principales sont Inishmicatreer, Inishquin, Inishdoorus et Inchagoill.

## Faune et flore
C'est l'une des plus vastes zones humides d'Irlande. Il abrite des loutres, des oiseaux aquatiques et des espèces rares de plantes. Il est classé site Ramsar depuis 1996.